# FlashDevelop
FlashDevelop — свободная среда разработки и редактор, написанный на C# и использующий для вывода текста компонент Scintilla, позволяющий создавать Flash-приложения при помощи  Flex SDK, MTASC или haxe.
Является одной из альтернатив Flash Builder-у для разработки веб-приложений (благодаря своей бесплатности и заметно большему быстродействию) хотя и не обладает всеми возможностями последнего. Поддерживает профилирование, отладку Adobe Flex и имеет умное автодополнение при написании кода на языке ActionScript. Также при использовании Adobe Flex SDK 4.5.1 можно писать приложения для платформ Android, iOS.
Для установки FlashDevelop требуется Microsoft .NET 2.0 framework.  JRE требуется для компиляции   Flex и AIR приложений.
При помощи haxe можно скомпилировать для платформ Flash, JavaScript, NekoVM, также можно скомпилировать бинарные исполняемые приложения для Linux и Windows. Для компиляции ActionScript 2 в состав дистрибутива включен MTASC.

## Возможности и особенности
- Подсветка синтаксиса для ActionScript, Python, HTML, XML, PHP, CSS, Haxe.
- Автодополнения для ActionScript 2, ActionScript 3 + MXML и HaXe.
- Расширяемость добавлением (написанием) плагинов.
- Возможность включения/отключения отдельных плагинов для повышения быстродействия.
- Фолдинг кода.
- Закладки.
- Просмотр содержимого классов в SWF и SWC контейнерах.
- Настраиваемые горячие клавиши.